# 나탈리 추 자인비트겐슈타인베를레부르크
나탈리 추 자인비트겐슈타인베를레부르크(Princess Nathalie of Sayn-Wittgenstein-Berleburg, 1975년 5월 2일 ~ )는 덴마크의 승마 선수이다. 덴마크의 마르그레테 2세 여왕과 그리스의 콘스탄티노스 2세 국왕의 조카딸이다.
덴마크 마장마술 대표팀의 일원으로, 그녀는 2008년 하계 올림픽에서 동메달을 획득했고, 2012년 하계 올림픽에도 참가했다. 그녀는 2017년부터 덴마크 마장마술 대표팀의 코치를 맡고 있다.